# تاريخ العولمة

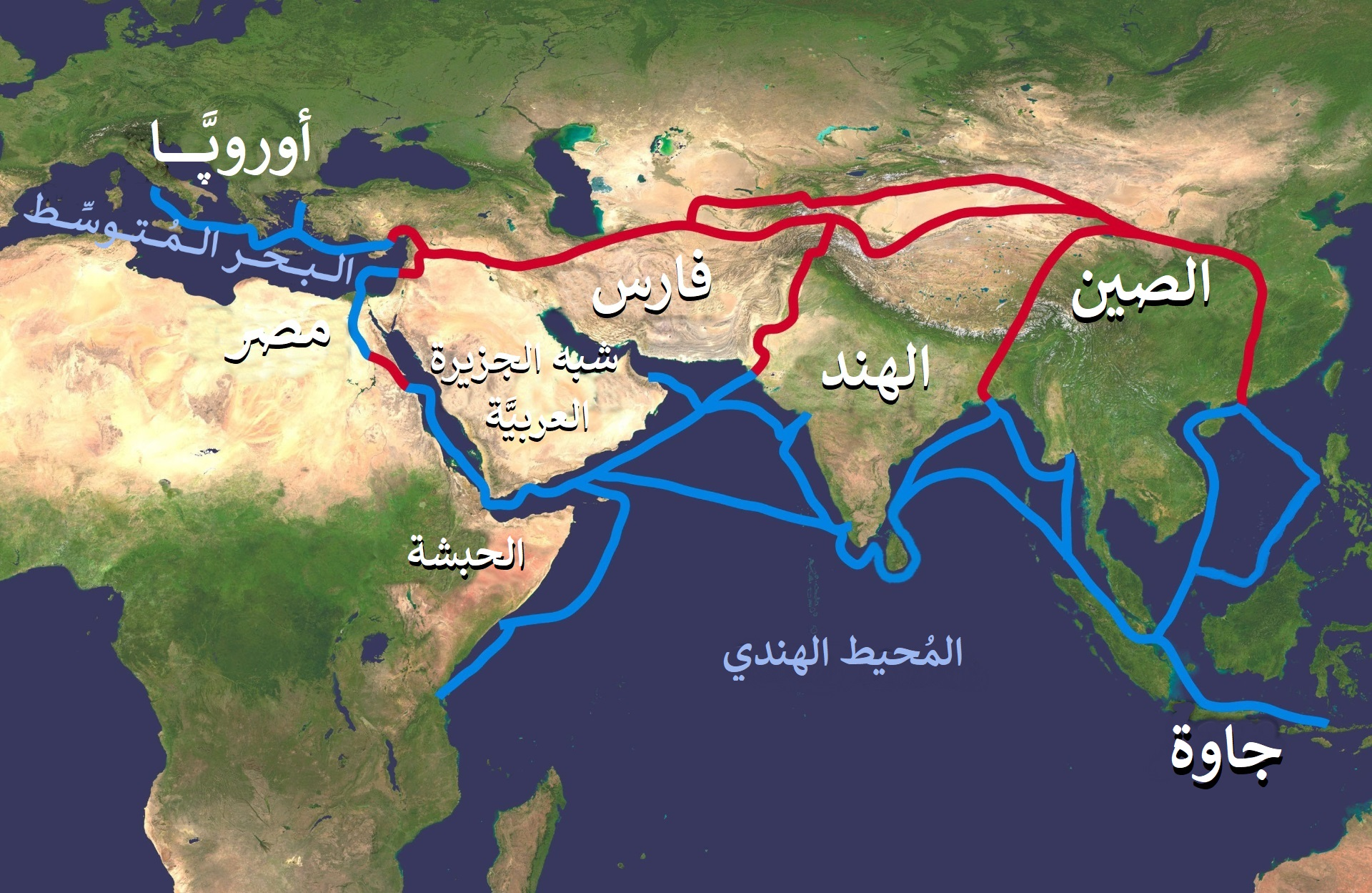
امتداد طريق الحرير التجاري الذي منعته الامبراطورية العثمانية عام 1453 بهدف تشجيع الاكتشافات الجغرافية

إن تتبع الأصول التاريخية للعولمة هو موضوع جدل ونقاش مستمر حيث أشار بعض الباحثين إلى أن أصول العولمة تعود إلى العصر الحديث، بينما أشار آخرون إلى أنها ظاهرة ذات جذور تاريخية عريقة، وهناك من الكتاب من قال بأن تتبع بداية ظهور العولمة عبر التاريخ يتنافى معه ولن يعد مصدرا مفيدا إذا ما أردنا تحليله سياسيا.

## العولمة القديمة
لقد كان أندري جندر فرانك وهو باحث اقتصادي ومناصر لنظرية التبعية واحدا من أهم مؤيدي التاريخ العميق للعولمة، حيث ذكر بأن العولمة ظهرت في شكل من أشكالها منذ أن توطدت العلاقات التجارية بين السومريين وحضارة وادي السند في الألفية الثالثة قبل الميلاد، لكن نقاد هذه الفكرة زعموا بأنها تعمم تعريف العولمة بشكل مبالغ فيه.
و قد قسم توماس.ل فرايدمان تاريخ العولمة إلى ثلاثة أقسام وهي: العولمة الأولى (1492-1800)، والعولمة الثانية (1800-2000)، والعولمة الثالثة (2000- الوقت الحاضر)، وأوضح بأن العولمة الأولى هي عولمة الدول، أما العولمة الثانية فتشمل الشركات، بينما تشمل العولمة الثالثة عولمة الأفراد.
ويمكن تتبع جذور العولمة الحديثة إلى ما قبل التاريخ، حيث أن التوسع الإقليمي لأسلافنا في جميع القارات الخمس كان عاملا رئيسيا في العولمة، كما أن تقدم القطاع الزراعي ساهم في العولمة عن طريق منح نمط حياة مستقر للغالبية العظمى من السكان، لكن وبالرغم من ذلك فإن العولمة فشلت في التوسع سريعا وذلك لبعد المسافة وعدم توفر التكنولوجيا، في حين أن العولمة المعاصرة ظهرت في أواسط القرن التاسع عشر بسبب زيادة رأس المال وقوة العمل ونقصان تكلفة النقل وهذا ما ساهم في جعل العالم أصغر. 

النظام العالمي في القرن الثالث عشر

لقد كان الشكل الابتدائي للاقتصاديات والثقافات المعولمة يعرف بالعولمة القديمة والتي  ظهرت في العصر الهلنستي عندما كانت المناطق التجارية المتحضرة تركز حول انتشار الثقافة الإغريقية على مدى واسع وامتدت هذه المناطق من اسبانيا وحتى الهند وجعلت من بعض المدن مثل الإسكندرية وأثينا وأنطاكية مركزا لها، وخلال تلك المرحلة بدأت التجارة في التوسع وظهر فيها مصطلح الثقافة العالمية لأول مرة  وهي ذات أصل إغريقي وتعني مدينة العالم، لكن آخرين توصلوا إلى أن الظهور الأول كان من خلال العلاقات التجارية بين الإمبراطورية الرومانية والإمبراطورية الأبارثية وسلالة هان الصينية والتزايد المستمر على الروابط التجارية بين هذه القوى،  مما ساعد في  تطوير طريق الحرير الذي يبدأ من غربي الصين ووصل إلى حدود الإمبراطورية الأبارثية وإلى الأمام حيث الروم. 
وقد كان العصر الإسلامي الذهبي أيضا أحد مراحل العولمة المهمة، بالتحديد عندما أسس اليهود والتجار المسلمين والمستكشفين قاعدة  اقتصادية مستدامة حول العالم القديم، نتج عنه عولمة المحاصيل الزراعية والتجارة والمعرفة والتكنولوجيا، وأصبحت بعض المحاصيل الهامة مثل القطن والسكر منتشرة بشكل واسع في العالم الإسلامي خلال تلك الفترة، في حين أصبح تعلم العربية وإتمام شعائر الحج ثقافة عالمية.

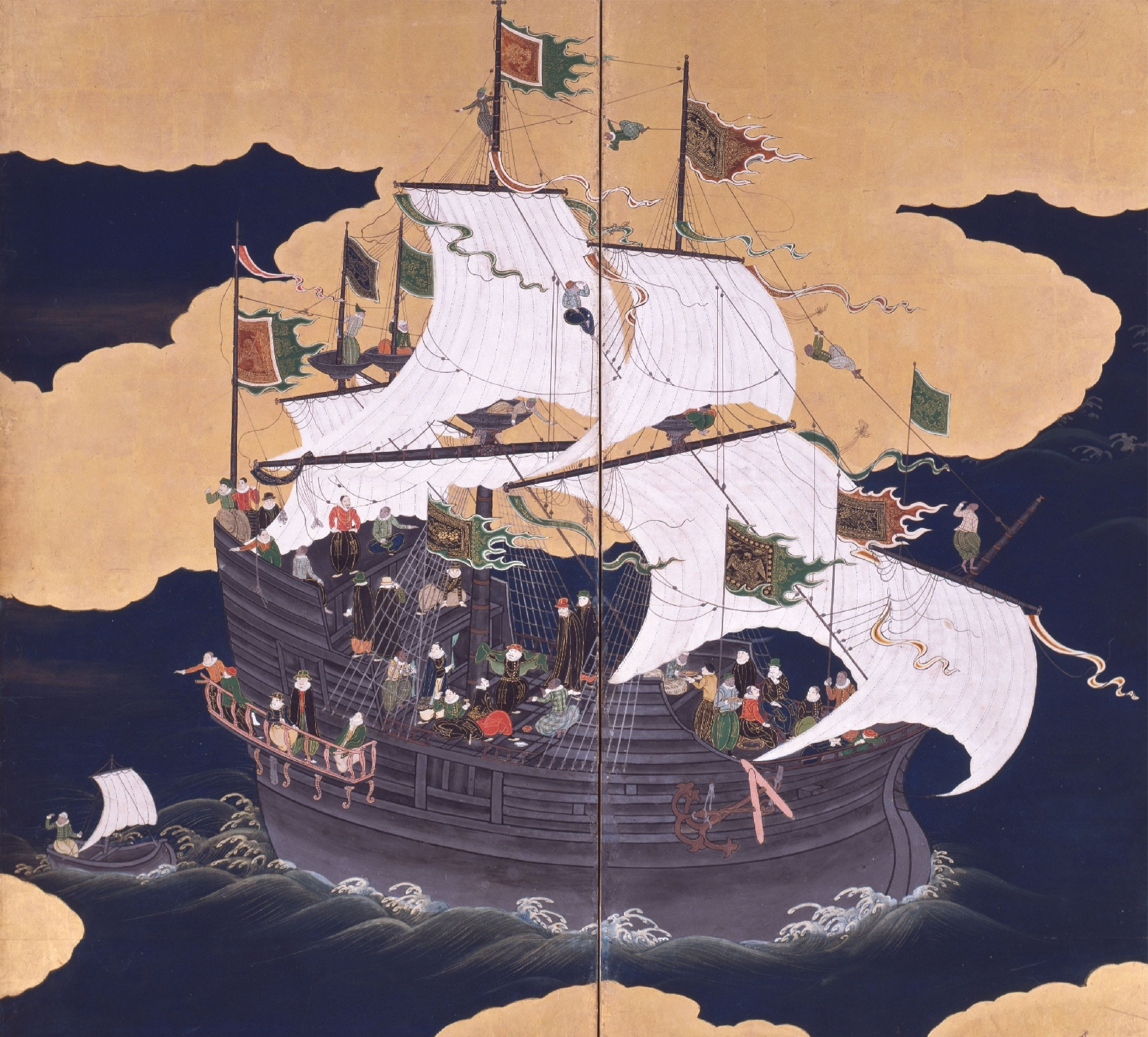
لوحة بفن النانبان الياباني في القرن السابع عشرلسفينة كراك البرتغالية في ناغازاكي

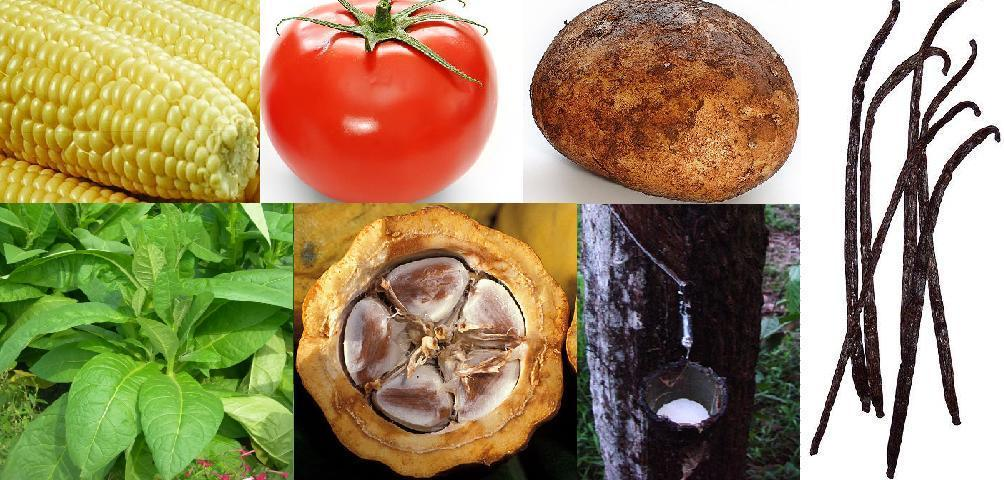
المحاصيل الزراعية التي تاجروا بها عالميا: الذرة و الطماطم و البطاطس و الفانيليا و المطاط و الكاكاو و التبغ

وبالرغم من أن ظهور الإمبراطورية المنغولية قد زعزع الاستقرار في المراكز التجارية في الشرق الأوسط والصين إلا أنه سهل الترحال عبر طريق الحرير، وهذا ما سهل الأمر على الرحالة والمستكشفين مثل ماركو بولو بالترحال من الجانب الأول لأوراسيا إلى الجانب الآخر، وقد كان لباكس منغوليكا في القرن الثالث عشر تأثيراته الأخرى في إبراز العولمة حيث شهد العالم انطلاق أول خدمة بريدية دولية، لكنه في الوقت نفسه أدى إلى الانتقال السريع للأمراض الوبائية مثل الطاعون الدبلي عبر المناطق التي توحدت مؤخرا في أواسط آسيا، إن هذه المراحل من التغييرات التي شهدها العالم وخاصة نصف الكرة الغربي ما قبل العولمة الحديثة تعرف بالعولمة القديمة، وحتى القرن السادس عشر فقد كان مع ذلك أكبر نظام للتبادل العالمي محصورا فقط على العالم القديم. 

## بروتو العولمة
تعرف هذه المرحلة ببروتو العولمة التي امتدت خلال القرنين السادس عشر والسابع عشر، وهي تتميز بنشأة العديد من الإمبراطوريات الأوروبية البحرية، بدءا من الإمبراطورية البرتغالية إلى الإمبراطورية الإسبانية، ومن ثم الإمبراطوريتين الهولندية والبريطانية. وفي القرن السابع عشر أصبحت العولمة ظاهرة تجارية خاصة عندما بدأت الشركات المرخصة مثل شركة الهند الشرقية البريطانية (تأسست عام 1600), والتي تعرف بكونها شركة متعددة الجنسيات، كما ظهرت بعدها أيضا شركة الهند الشرقية الهولندية (تأسست عام 1602).
لقد أحدث عصر الاكتشافات الجغرافية تغييرات كبيرة على العولمة كونها أول مرحلة تنخرط بها أوراسيا وأفريقيا في تبادلات ثقافية، ومادية، وبيولوجية كبيرة مع العالم الجديد، كان ذلك في أواخر القرن الخامس عشر عندما أرسلت مملكتي البرتغال وقشتالة (في شبه الجزيرة الأيبيرية) رحلات استكشافية إلى رأس الرجاء الصالح والأمريكتين التي «اكتشفها» كريستوفر كولومبوس عام 1492، وقبل فترة وجيزة من القرن السادس عشر بدأت البرتغال بتأسيس مراكز تجارية (مصانع) بدءا من أفريقيا إلى آسيا ومن ثم البرازيل، للقيام بتجارة المنتجات المحلية مثل الذهب والتوابل والأخشاب، وأنشأت مركز الأعمال الدولي تحت إشراف ملكي من بيت الهند.
وقد أدى الدمج العالمي الذي تصاحب مع الاستعمار الأوروبي للأمريكتين إلى التبادل الكولومبي الكبير للنباتات، والحيوانات، والأغذية، والبشر (من ضمنهم العبيد)، والأمراض المعدية، والثقافة بين الشرق والغرب.
وكانت تلك واحدة من أهم الأحداث العالمية الهامة التي تتعلق بالبيئة والزراعة والثقافة في التاريخ، إن المحاصيل الجديدة التي تم نقلها من الأمريكتين عن طريق البحارة الأوروبيين في القرن السادس عشر ساهمت بشكل كبير في النمو السكاني للعالم. 

## العولمة الحديثة

خريطة متحركة تظهر تطور الامبراطوريات المستعمرة من عام 1492 حتى الآن

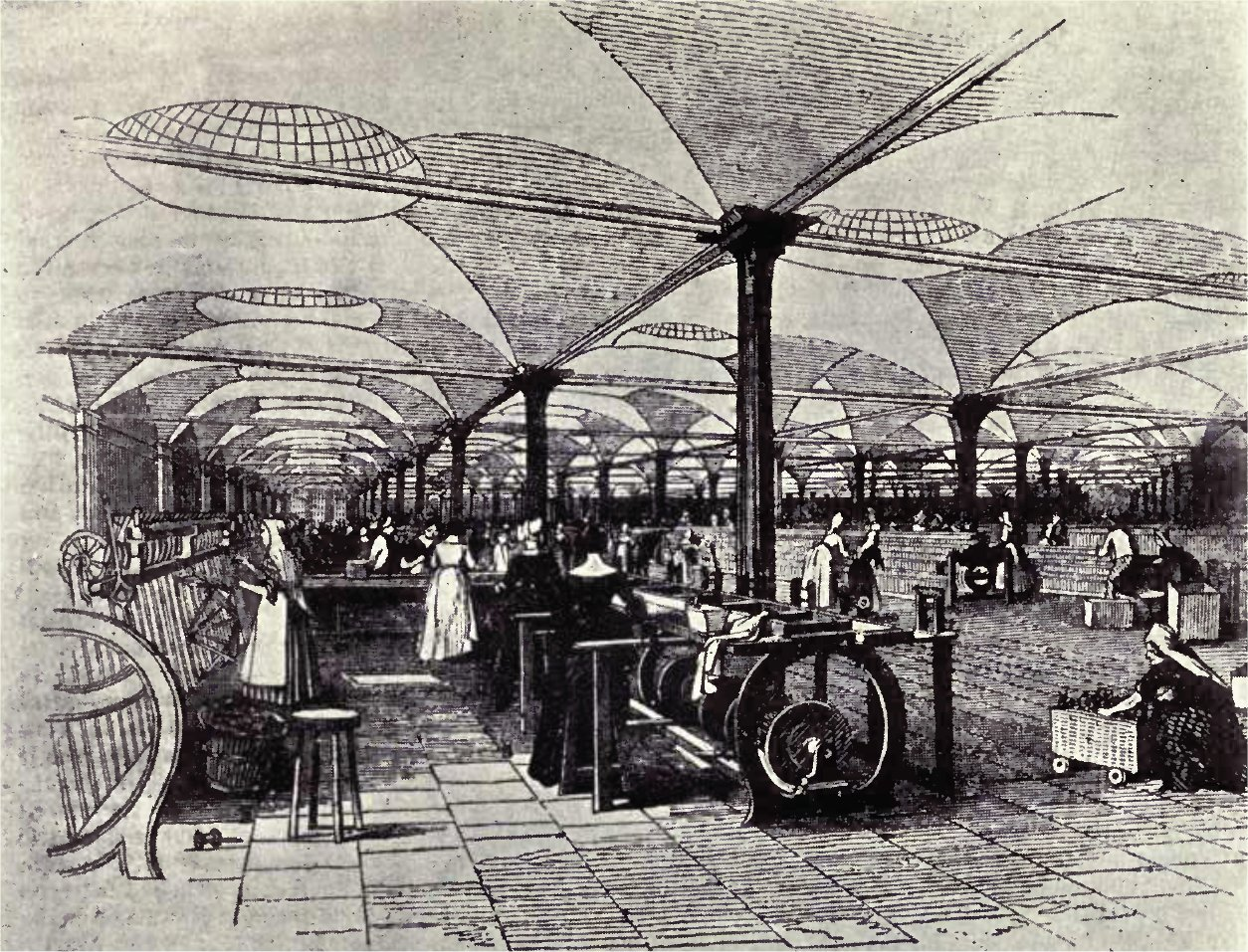
في القرن التاسع عشر أصبحت بريطانيا العظمى أولى الاقتصاديات العالمية ، و يرجع ذلك إلى تكنولوجيا التصنيع العالية و تحسين الاتصالات العالمية كالبواخر و السكك الحديدية

شهد القرن التاسع عشر ظهور العولمة بشكل حديث، حيث أن الثورة الصناعية سمحت للبضائع المنزلية الرخيصة أن تخضع للمقاييس الاقتصادية، في حين أن النمو السكاني السريع أدى إلى طلب مستمر على البضائع.
و كانت العولمة في هذه الفترة قد تشكلت عن طريق امبريالية القرن التاسع عشر خصوصا بعد حرب الأفيون الأولى والثانية والتي فتحت للصين التجارة الخارجية وأنهت الغزو البريطاني في الهند، وأصبح غالبية سكان هذه المناطق المستهلكين الرئيسيين للصادرات الأوروبية.
وكانت هي نفسها الفترة التي أدرجت فيها مناطق أفريقيا جنوب الصحراء وجزر المحيط الهندي في النظام العالمي، وفي الوقت نفسه استولى الأوروبيين على مناطق جديدة في العالم أهمها أفريقيا جنوب الصحراء مما أسفر عن مواردها الطبيعية الثمينة مثل المطاط والألماس والفحم وساهم في تجارة الوقود، والاستثمار بين القوى الأوروبية الاستعمارية، وبين مستعمراتهم والولايات المتحدة.
وأصبح القاطن في لندن بمقدوره أن يطلب ما يريد عن طريق الهاتف وهو يحتسي قهوته الصباحية مختلف البضائع من أي مكان في العالم، متوقعا وصولها على عتبة منزله خلال فترة معقولة، وكانت نزعته العسكرية والامبريالية للنزاعات العرقية والثقافية تثيره أكثر بقليل من صحيفته اليومية، لقد كان التطور الاقتصادي للإنسان نقلة استثنائية في ذلك العصر الذي انتهى في أغسطس 1914.
و بين العولمة في القرن التاسع عشر وفي القرن العشرين توجد اختلافات كثيرة، وهناك نقطتين رئيسيتين من خلالها يمكن النظر إلى هذه الاختلافات، من ضمنها هي التجارة خلال هذه الفترة بالإضافة إلى رأس المال والاستثمار والاقتصاد. 

## التجارة العالمية
إن التجارة العالمية في العشرينات تظهر حصص أكبر للإنتاج التجاري، ونمو التجارة في مجال الخدمات وارتفاع الإنتاج وتجارة الشركات متعددة الجنسيات، فقد انخفض إنتاج السلع التجارية في القرن العشرين إلى حد كبير عن المستويات التي كانت عليها في القرن التاسع عشر، ولكن وبالرغم من ذلك فقد ارتفعت معدلات إنتاج البضائع التجارية بالإضافة إلى التجارة في مجال الخدمات في القرن العشرين مقارنة بالقرن التاسع عشر.
النقطة الأخيرة التي تميز التجارة في القرن العشرين عنها في القرن التاسع عشر هو توسع الشركات متعددة الجنسيات، ففي القرن العشرين تجد «نقلة نوعية» في الشركات متعددة الجنسيات مقارنة بالقرن التاسع عشر، فقبل مطلع القرن العشرين كانت التجارة عبارة عن مجرد ملف استثمار غير متعلقة بشكل مباشر بالإتجار أو الإنتاج.
و لقد تحسن التكامل التجاري عن القرن الماضي فقد قلت الحواجز التي كانت تحول دون التجارة وانخفضت تكاليف النقل، وتم توقيع اتفاقيات تجارية متعددة الأطراف مثل الاتفاقية العامة للتعرفة الجمركية والتجارة (الجات)، واتفاقية التجارة الحرة لأمريكا الشمالية (نافتا)، والاتحاد الأوروبي الذي ساهم في وقف التعرفة الجمركية بين الدول الأعضاء، بالإضافة إلى منظمة التجارة العالمية.
و منذ 1980 وحتى الحرب العالمية الأولى كان عام الاستقرار التجاري يشكل مشكلة ولكن عقب أحداث الحرب حدث توسع اقتصادي ساهم في جلب الاستقرار، حيث أن الدول أصبحت ترعى منتجاتها المحلية وتضمن عدم سيطرة المنتج المستورد على المنتج المحلي في أسواقها لأن ذلك سيؤدي إلى البطالة وقد يتسبب في تزعزع الاستقرار الاجتماعي، وقد كان للتغيرات التكنولوجية في العالم دورا كبيرا في خفض تكلفة النقل، حيث يستغرق الأمر بضع ساعات لنقل البضائع من دولة إلى أخرى اليوم، مقارنة بالقرن التاسع عشر حيث كان يستغرق أسابيع أو ربما شهرا كاملا.
و بالأخذ في عين الاعتبار الأزمة المالية فالفارق الرئيسي هو النظام النقدي، الذي ظهر في القرن التاسع عشر تحت أسعار صرف ثابتة لمعيار الذهب، ولكنه اتخذ في القرن العشرين نظام المرونة في إدارتها.
إضافة إلى ذلك، فإنه في بلدان القرن التاسع عشر فقد طوروا نظام المقرضين كحلول أخيرة، ولكن المثل لم يكن جيدا في المحيط والدول التي عانت من نتائجها، ولكن بعدها بقرن أصبحت هنالك شبكة أمان محلية في معظم البلدان الناشئة، حيث أن حالات إفلاس البنوك تغيرات إلى أوضاع تديرها الحكومة في حالة تعسر البنوك.
إن التعافي من الأزمة المصرفية هو فارق رئيسي آخر، فقد أصبح ظهوره في وقت مبكر مؤخرا مقارنة بسلسلة الأزمات التي ظهرت سابقا، وفي القرن التاسع عشر لم تكن هنالك أية حزم إنقاذ دولية لمثل هذه الاقتصادات الناشئة، ولكن مؤخرا أصبحت مثل هذه الحزم مكونا رئيسيا لأي خطة مالية في جميع أنحاء العالم.
وقد كان تدفق المعلومات عاملا سلبيا كبيرا في القرن التاسع عشر، فقبل توفر الكابل والهاتف اللاسلكي، كانت المعلومات تستغرق وقتا أطول للانتقال من مكان لآخر وهذا يعني أن من الصعب جدا تحليل المعلومات.
فعلى سبيل المثال لم يكن من السهل التفريق بين الحسابات الجيدة والسيئة، لذلك لعب تباين المعلومات دورا كبيرا في الاستثمار العالمي وكمثال جيد على ذلك هي الروابط بين السكك الحديدية، كما كانت هنالك العديد من مشاكل التعاقد، وكان من الصعب للشركات العاملة في الخارج أن تدير عملياتها في أجزاء أخرى من العالم لهذا يعتبر ذلك حاجزا كبيرا للاستثمار.
إَضافة إلى ذلك فهنالك عوامل اقتصادية أخرى مثل مخاطر الصرف وسياسات تقييم غير أكيدة والتي تعد حواجز للاستثمار العالمي، وكانت معايير المحاسبة في الولايات المتحدة في الوقت نفسه غير مطورة في القرن التاسع عشر ولعب المستثمرين البريطانيين دورا كبيرا في نقل ممارساتهم الحسابية إلى الأسواق الناشئة الجديدة. 

## أعقاب الحرب العالمية الأولى: انهيار العولمة
إن المرحلة الأولى من «العولمة الحديثة» بدأت في الانهيار في مطلع القرن العشرين مع بدء الحرب العالمية الأولى، حيث كانت الشبكة التي يسيطر عليها الأوروبيين تواجه بشكل متزايد صور وبطولات «الآخرين»، ثم أخذوا على عاتقهم دور المرشدين في العالم من حيث القوانين والأخلاق، وأصبحت العنصرية وعدم المساواة أحد ممارساتهم خلال مراحل بحثهم عن المادة والموارد من منطقة إلى أخرى.
إن ارتفاع معدلات التجارة العالمية قبل مطلع عام 1850 قبل الحرب العالمية الأولى التي اندلعت عام 1914 كان مدعوما بحوافز الحكم الاستعماري المباشر من الجنوب، منذ أن انتشرت عملات أوروبية أخرى بشكل رائج فأصبح الحاجة إلى قاعدة للموارد أمرا ملحا.
وقد انتقد الروائي «في ام ييتس» القوة المالية للعولمة كونها عامل لاندلاع الحرب العالمية الأولى، واعتبر هذا العامل سبب جزئي لبدء هذه الحرب ومثال على ذلك هو حكم المستعمرة الفرنسية على أغلب مناطق أفريقيا في القرن العشرين ولكن قبل اندلاع الحرب العالمية الأولى لم يكن هنالك أي هدف لإعلان فرنسا الحرب على أفريقيا والتي وضعت الأفارقة في حالة من «الضياع».
و كان يجب تعزيز إمكانيات أفريقيا العسكرية قبل تعزيز إمكانياتها الاقتصادية في بادئ الأمر على الأقل، فاهتمام فرنسا في الإمكانيات العسكرية لأفريقيا الفرنسية أخذ وقتا لتقبله، وشعر الأفارقة في الجيش الفرنسي بالنقص نتيجة طريقة معاملة الفرنسيين لهم، أما بالنسبة للحوافز الاقتصادية للاستعمار فقد ظهرت عام 1917 عندما واجهت فرنسا أزمة في عدم توفر الأغذية، وبدأ ذلك بعد اندلاع الحرب مما جعل من فرنسا غير قادرة على دعم نفسها زراعيا حيث كانت تعاني من نقص في الأسمدة والآلات اللازمة عام 1917.

## أعقاب الحرب العالمية الثانية: تصاعد العولمة
أصبحت العولمة بعد الحرب العالمية الثانية جزءا من مخططات السياسيين لكسر حواجز التجارة العالمية، وقد أدت أعمالهم في مؤتمر بريتون وودز إلى الاتفاق بين القادة السياسيين في العالم لوضع إطار للتجارة والتمويل الدولي، وإنشاء مؤسسات عالمية بهدف الإشراف على العولمة.
وكانت العولمة يقودها التوسع العالمي للشركات متعددة الجنسيات ومقرها الولايات المتحدة وأوروبا، والتبادل العالمي لآخر التطورات في العلوم والتكنولوجيا والبضائع وكانت أهم الاختراعات في هذه الفترة تعود للعالم الغربي حسب موسوعة بريتانيكا، إن الصادرات العالمية للثقافة الغربية انتقلت إلى العالم عن طريق وسائل الإعلام الجديدة والشاملة: مثل الأفلام، والراديو، والتلفزيون، والموسيقى المسجلة، وكان لتطور ونمو النقل ووسائل الاتصال عبر العالم دور كبير في تشكيل العولمة الحديثة.
وتشمل هذه المؤسسات البنك الدولي للإنشاء والتعمير (البنك الدولي)، وصندوق النقد الدولي، وقد ساهمت التكنولوجيا في تسهيل العولمة عن طريق خفض تكاليف التجارة، وجولات المفاوضات التجارية والتي تندرج في الأصل ضمن الاتفاقية العامة للتعرفة الجمركية والتجارة (الجات)، مما ساهم في سلسلة من الاتفاقيات الأخرى لإزالة الحدود عن التجارة الحرة.
ومنذ الحرب العالمية الثانية، انخفضت القيود المفروضة على التجارة العالمية بفضل الاتفاقيات العالمية (الجات)، ومبادرات خاصة نفذت نتيجة هذه الاتفاقية بالإضافة إلى منظمة التجارة العالمية التي تعد (الجات) أساسها وشملت:
تعزيز التجارة الحرة:
•	إلغاء التعريفات وإنشاء مناطق تجارة حرة بتعريفات بسيطة أو بدونها.
•	خفض تكاليف النقل، خاصة بعد تطور حاويات الشحن البحري.
•	خفض أو إزالة ضوابط رأس المال.
•	خفض أو إزالة أو ضبط الدعم للشركات المحلية.
•	إنشاء دعم للشركات العالمية.
•	تطبيق قوانين الملكية الفكرية في أغلب الدول، مع التشديد عليها.
•	التمييز العالمي لقيود الملكية الفكرية (فمثلا يمكن للولايات المتحدة التعرف على براءة اختراع تم منحها من الصين).
إن العولمة الثقافية والتي تقودها تكنولوجيا التواصل والتسويق العالمي لصناعات الثقافة الغربية، والتي تم استيعابها في بادئ الأمر كجزء من عملية التجانس والهيمنة العالمية للثقافة الأمريكية على حساب التنوع التقليدي ولكن بالرغم من ذلك أصبح الاتجاه المناقض سببا في ظهور حركات احتجاجية على العولمة وإعطاء دافع جديد للدفاع عن التميز، والفردية، والهوية.
وقد أدت جولة أوروغواي (1986 إلى 1994) إلى التوصل إلى اتفاقية بتأسيس منظمة التجارة العالمية للتوسط في النزاعات التجارية وإقامة منصة واحدة للتجارة، كما تم التوقيع على اتفاقيات التجارة الثنائية ومتعددة الأطراف الأخرى، من ضمنها أجزاء من معاهدة الاتحاد الأوروبي واتفاقية التجارة الحرة لأمريكا الشمالية (نافتا) بهدف خفض التعريفات الجمركية والحواجز التجارية.
وقد ارتفعت الصادرات العالمية من 8.5% في عام 1970 إلى 16.2% من إجمالي الإنتاج العالمي في 2001.
وفي تسعينيات القرن العشرين ساهم تطور الاتصالات منخفضة التكلفة في إنجاز العمل عن طريق الكمبيوتر وبالتالي نقلها إلى مواقع ذات أجور منخفضة للعديد من أنواع الأعمال وتشمل المحاسبة وتطوير البرمجيات والتصميم الهندسي.
وفي أواخر الألفينات، دخلت الكثير من دول العالم الصناعية في ركود اقتصادي، ويقول بعض المحللين أن العالم أصبح يشهد تراجع للعولمة بعد سنوات من زيادة التكامل الاقتصادي وأًصبحت الصين مؤخرا أكبر مصدر في العالم متجاوزة بذلك ألمانيا.